# Franz Villinger
Franz Villinger (* 15. September 1907; † 5. Februar 2009 in Leonberg) war ein deutscher Ingenieur und Flugzeugkonstrukteur.

## Leben
Villinger begründete 1927/28 zusammen mit anderen Studenten die Akaflieg Karlsruhe und ist deren Ehrenmitglied. Während seiner Tätigkeit als Diplom-Ingenieur bei den Junkers-Werken in Dessau konstruierte er zusammen mit Helmut Haeßler eines der ersten Muskelkraftflugzeuge, die HV-1  Mufli. Dieses Flugzeug wurde 1933 bis 1935 in den Werkstätten der Fliegerortsgruppe Halle gebaut. 
Sein Studium des Luftfahrzeugbaus beendete Villinger 1933 kurz nach der Machtergreifung der Nationalsozialisten an der TH Berlin-Charlottenburg. Eine Promotion blieb ihm verwehrt, da er als sogenannter Halbarier galt. Villinger war auch der Erfinder des beleuchteten Globus, der eine zweifache Darstellung der Erde (politisch, geografisch) durch wahlweise Belichtung von außen oder innen liefert.